# Demokratie leben

Logo des Bundesprogramms

Demokratie leben ist ein Förderprogramm des Bundesministeriums für Bildung, Familie, Senioren, Frauen und Jugend (BMBFSFJ), das 2014 durch die damalige Bundesfamilienministerin Manuela Schwesig ins Leben gerufen wurde. In seiner 3. Förderperiode (2025 bis 2032) ist es Teil der Regierungsstrategie „Gemeinsam für Demokratie und gegen Extremismus – Strategie der Bundesregierung für eine starke, wehrhafte Demokratie und eine offene und vielfältige Gesellschaft“.

## Vorläufer und Ziel
Das BMBFSFJ unterstützte seit 2001 verschiedene Programme zur Extremismus-Prävention durch Zuwendungen. Demokratie leben schloss ab Januar 2015 an das zum Ende 2014 auslaufende Bundesprogrammen Toleranz fördern – Kompetenz stärken und Initiative Demokratie Stärken an.
Ziel von Demokratie leben! ist nach den Förderrichtlinien, „zur Stärkung der Demokratie und zu einem friedlichen, respektvollen Zusammenleben beizutragen, Teilhabe zu fördern sowie die Arbeit gegen jede Form von Menschen- und Demokratiefeindlichkeit zu ermöglichen.“

## Gegenstand der Förderung und Zuwendungsempfänger

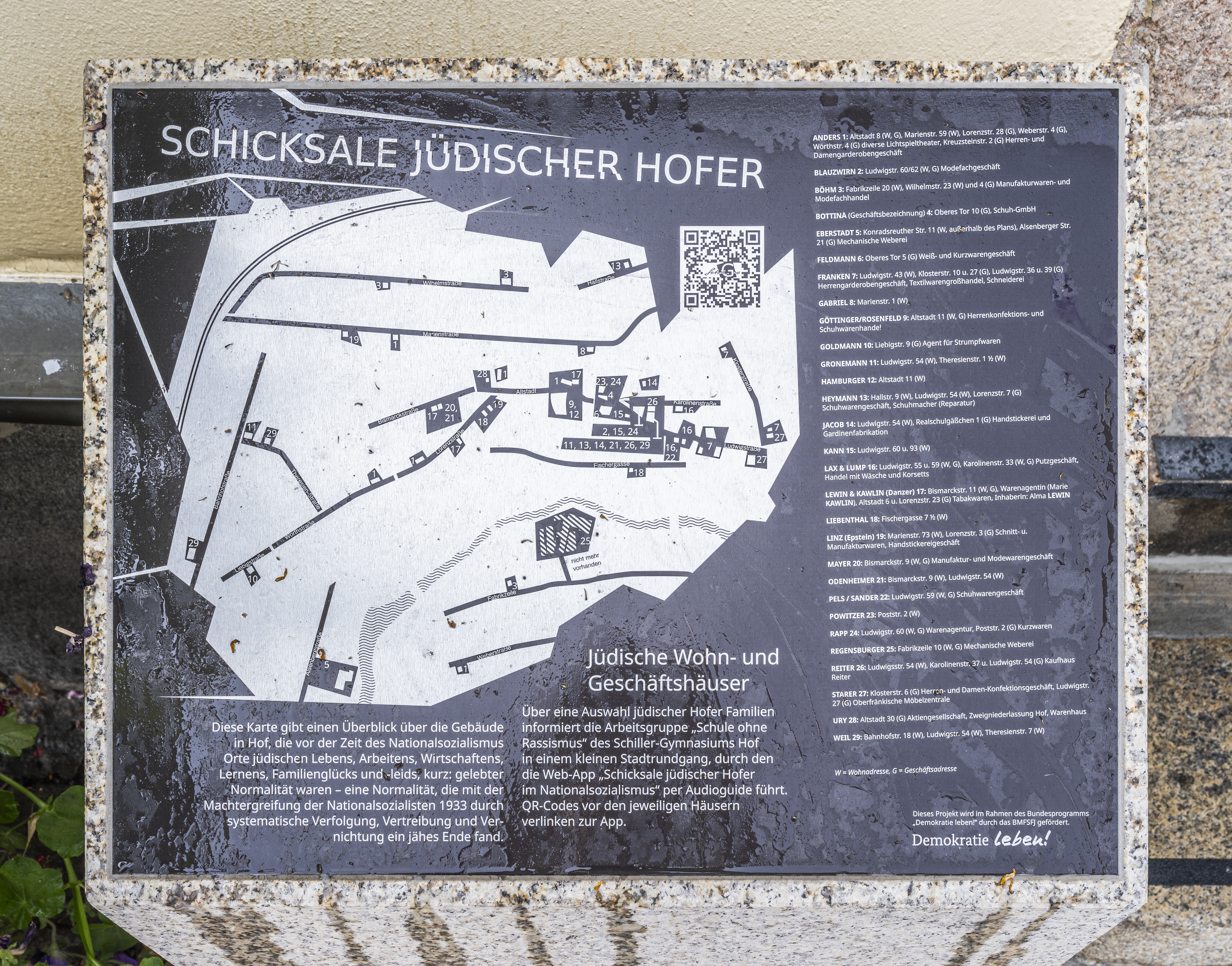
Das Projekt "Schicksale jüdischer Hofer", das das Leben Hofer Juden zur NS-Zeit beleuchtet, ist ein Fördergegenstand von "Demokratie leben"

Gegenstand der Förderung sind fünf Programmbereiche und ein Sondervorhaben. Die Programmbereiche sind:
1. Entwicklung einer bundeszentralen Infrastruktur: Projekte etablierter zivilgesellschaftlicher Organisationen, deren Arbeit im jeweiligen Themenfeld von bundesweiter Bedeutung ist. Ein Beispiel ist der Verband der Beratungsstellen für Betroffene rechter, rassistischer und antisemitischer Gewalt.[5]
2. Landes-Demokratiezentren:[6]    Förderung eines Projekts pro Bundesland, das die zielgerichtete Zusammenarbeit aller im jeweiligen Land relevanten Akteure im Hinblick auf die Erreichung landesweiter oder überregionaler Ziele des Bundesprogramms gestaltet.
3. Partnerschaften für Demokratie:[7] Projekte kommunaler Gebietskörperschaften und Projekte von Zusammenschlüssen kommunaler Gebietskörperschaften, die eine zielgerichtete Zusammenarbeit aller vor Ort relevanten Akteure im Hinblick auf die Erreichung lokaler und kommunaler Ziele des Bundesprogramms gestalten.
4. Innovationsprojekte: Projekte zivilgesellschaftlicher Organisationen, die der Entwicklung und Erprobung neuer Arbeitsansätze und neuer Wege der Zielgruppenerreichung dienen.
5. Extremismusprävention in Strafvollzug und Bewährungshilfe: Projekte zivilgesellschaftlicher Organisationen, die die Beratung und Begleitung radikalisierungsgefährdeter, ideologisierter oder wegen einschlägiger Straftaten inhaftierter Menschen oder Klienten der Bewährungshilfe weiterentwickeln und neue Arbeitsansätze für das jeweilige Themenfeld erarbeiten. Ein Beispiel ist die 2017 gegründete AG Strafvollzug und Bewährungshilfe.[8][9]

In den Bereichen Nr. 2 und Nr. 3 sind Gebietskörperschaften und Zusammenschlüsse von Gebietskörperschaften Zuwendungsempfänger. In allen übrigen Bereichen sind juristische Personen des privaten Rechts, die gemeinnützige Ziele verfolgen, Zuwendungsempfänger. Die Empfänger müssen die Gewähr für eine der freiheitlichen demokratischen Grundordnung förderliche Arbeit bieten.
Zum Bereich „Sondervorhaben“ zählen Evaluationen, außerdem wissenschaftliche Begleitungen sowie Forschungs-, Unterstützungs-, Qualifizierungs- und Vernetzungsvorhaben.
Die Mittelvergabe erfolgt durch das Bundesamt für Familie und zivilgesellschaftliche Aufgaben und unterliegt der Prüfung durch den Bundesrechnungshof.

## Entwicklung

### 1. Förderperiode (2015 bis 2019)

#### Programm
Vor dem Hintergrund der NSU-Prozesse standen 2015 bei der Programmentwicklung die Gefahren durch rechtsextreme Orientierungen und Handlungen im Fokus. „Demokratie leben!“ sollte eine Verbindung zwischen den Zielen der Extremismusprävention und der Demokratieförderung schaffen.
2017 wurden die Programmbereiche erweitert. Hinzu kamen „Engagement im Netz – gegen Hass im Netz“, „Prävention und Deradikalisierung in Strafvollzug und Bewährungshilfe“, „Engagement und Vielfalt in der Arbeits- und Unternehmenswelt“, „Zusammenleben in der Einwanderungsgesellschaft“ und „Demokratieförderung im Bildungsbereich“.

#### Budget
Die Auftaktkonferenz von Demokratie leben fand im Februar 2015 statt. Das Förderbudget für 2015 betrug 40,5 Millionen Euro. Dadurch wurde die Zahl der Lokalen Aktionspläne (LAP) „für demokratisches Handeln und gegen rechtsextreme, fremdenfeindliche und antisemitische Tendenzen“ von 170 auf 220 gesteigert. Außerdem wurde die Förderung von „Modellprojekten gegen Islamfeindlichkeit, Antiziganismus, Antisemitismus, Homophobie und Transgender-Diskriminierung sowie für die Demokratieentwicklung im ländlichen Raum“ ausgeweitet, indem bei einem Gesamtbudget von 6 Millionen Euro die Förderzuschüsse von zuvor bis zu 50 % auf bis zu 80 % der Projektkosten erhöht wurden. Zudem sollten Demokratiezentren in den Bundesländern zur „Vernetzung und Förderung von mobiler Beratung und Opferberatung“ mit bis zu 400.000 Euro gefördert werden.
Auch der durch das BMFSFJ geförderte Deutsche Engagementpreis erhielt ein höheres Budget, um in verschiedenen Kategorien, wie „Chancen schaffen“, „Grenzen überwinden“, „Leben bewahren“, „Generationen verbinden“ und „Demokratie stärken“ mit 5.000 Euro dotierte Auszeichnungen zu verleihen.
2016 wurde das Budget auf 50 Millionen Euro erhöht und anschließend 2017 auf 104,5 Millionen Euro verdoppelt.  In Kooperation mit Scholz & Friends startete 2017 eine groß angelegte Werbekampagne, um Demokratie leben bekannter zu machen und für demokratisches Engagement zu werben.
2018 betrug das Gesamtbudget 120,5 Millionen Euro, über 600 Projekte wurden gefördert.
2019 betrug das Gesamtbudget 115,5 Millionen Euro.

### 2. Förderperiode (2020 bis 2024)

#### Programm
Die seit 2015 bearbeiteten Handlungsfelder „Demokratieförderung“ und „Extremismusprävention“ wurden um das neue Handlungsfeld „Vielfaltgestaltung“ ergänzt. In den geförderten Projekten ging es um grundlegende Prinzipien wie Gleichwertigkeit, Rechtsstaatlichkeit, den Schutz der Menschenrechte und gesellschaftliche Teilhabe an politischen Prozessen. Insbesondere Kinder, Jugendliche und junge Erwachsene wurden dabei unterstützt, ihre Teilhabe- und Mitbestimmungsrechte wahrzunehmen.

#### Budget
2023 betrug das Gesamtbudget 182,0 Millionen Euro.

### 3. Förderperiode (2025 bis 2032)

#### Beratungskompass Verschwörungsdenken
Das BMI und das BMFSFJ lancierten am 27. Februar 2025 den „Beratungskompass Verschwörungsdenken“ als bundesweite Anlaufstelle, die Ratsuchende nach einer Erstberatung per Telefon oder Chat an lokale Beratungsstellen weitervermitteln soll.  Auf diese Weise sollen „möglichst passgenaue Hilfs- und Beratungsangebote für Ratsuchende, Betroffene und deren Umfeld“ bereitgestellt werden. Diese Anlaufstelle wurde im Rahmen dieses Bundesprogramms durch einen Trägerverbund – bestehend aus der Violence Prevention Network gGmbH, der Amadeu Antonio Stiftung und dem Zentrum für angewandte Deradikalisierungsforschung gGmbH („modus | zad“) – als eine „Verweisberatung“ entwickelt, um dem Beratungs- und Informationsbedarf zu Verschwörungsdenken und Verschwörungserzählungen gerecht zu werden und um das Feld der Prävention und Beratung zum Phänomenbereich nachhaltig zu vernetzen und bedarfsgerecht zu unterstützen.

## Kritik
Die fehlende Konkretisierung der Projekte wurde nicht nur in den Medien kritisiert, sondern auch durch den Bundesrechnungshof. Das BMFSFJ habe in der zweiten Förderperiode versäumt, für die Jahre 2020 und 2021 hinreichend konkrete Förderziele zu bestimmen. Auch eine umfassende Wirkungskontrolle fehle. Der Bundesrechnungshof hat das BMFSFJ aufgefordert, künftig Erfolgskontrollen für übergeordnete Programmziele durchzuführen, die den Haushaltsgrundsätzen der Sparsamkeit und Wirtschaftlichkeit gemäß § 7 BHO entsprechen.
Markus Wehner kritisierte 2017 in der FAZ nach den G20-Ausschreitungen in Hamburg, Demokratie leben würde zu wenig Fördergelder in Projekte gegen Linksextremismus stecken.
2018 geriet Demokratie leben in die Kritik, als bekannt wurde, dass das BMFSFJ insgesamt 51 Projektträger heimlich durch das Bundesamt für Verfassungsschutz durchleuchten ließ.
2024 wurde die mangelnde Kontrolle der einzelnen Projekte kritisiert. Weiter kam Kritik an der Förderpraxis auf, die ab 2025 Projekte mit Finanzierungen für bis zu 8 Jahre, über die Legislaturperiode der folgenden Bundesregierungen hinaus,  ausstatten soll.

## Evaluation
Das Programm wird in wesentlichen Teilen durch die Außenstelle des Deutschen Jugendinstituts in Halle an der Saale, welches bereits seit 2001 auch die Vorläuferprogramme begleitet, evaluiert. Es hat die wissenschaftliche Begleitung im Handlungsbereich Land, im Handlungsbereich Bund, im Handlungsfeld „Demokratieförderung“ und „Prävention und Deradikalisierung in Strafvollzug und Bewährungshilfe“ inne sowie die Gesamtevaluation des Programms.
Das Institut für Sozialarbeit und Sozialpädagogik begleitet den Handlungsbereich Kommune und das Handlungsfeld „Extremismusprävention“.
Das Deutsche Zentrum für Integrations- und Migrationsforschung (DeZIM) übernimmt die wissenschaftliche Begleitung im Handlungsfeld „Vielfaltgestaltung“.

## Kürzungsdiskussion, Umstrukturierungen, Forderung nach gesetzlicher Regelung
Ende September 2019 wurde bekannt, dass Bundesfinanzminister Olaf Scholz und die Bundesministerin für Familie, Senioren, Frauen und Jugend Franziska Giffey eine Kürzung um 8 Millionen Euro planten. Darüber hinaus könnten viele seit Jahren etablierte und erfolgreich arbeitende Projekte nicht weiter gefördert werden, da die Förderung dieser sogenannten Modellprojekte nach den derzeitigen gesetzlichen Bestimmungen auslaufen müsse. Franziska Giffey forderte deshalb ein sogenanntes Demokratie-Fördergesetz, was bisher auf Ablehnung der CDU/CSU stieß.
Am 9. Oktober direkt nach dem Mordattentaten von Halle erklärten Scholz und Giffey dann, die geplante Kürzung für ein Jahr zurückzunehmen und auf der gleichen Höhe wie 2019, die nächsten fünf Jahre fortzuführen. Zum angestrebten Demokratie-Fördergesetz soll die CDU/CSU nun Gesprächsbereitschaft erklärt haben. Da jedoch viele etablierte und erfolgreiche Programme nicht weiter verlängert wurden und nun vor dem Aus stehen, verfassten 120 Organisationen der Zivilgesellschaft sowie rund 120 Unterstützer unter Federführung der Bundesarbeitsgemeinschaft Demokratieentwicklung (BAGD), einen gemeinsamen offenen Brief an Franziska Giffey.
Auch nach dem Anschlag in Hanau 2020 wurde erneut über die sogenannte „Demokratieförderung“ diskutiert; ein mögliches Gesetz zur Ermöglichung von dauerhaften Förderungen für Demokratieprojekten sei durch die CDU/CSU-Bundestagsfraktion blockiert worden.
Der Deutsche Bundestag hat am 16. März 2023 einen Gesetzentwurf der Bundesregierung zur „Stärkung von Maßnahmen zur Demokratieförderung, Vielfaltgestaltung, Extremismusprävention und politischen Bildung“ beraten. Er beinhaltet die Durchführung bundeseigener Maßnahmen sowie die Förderung von Maßnahmen Dritter, sofern sie von überregionaler Bedeutung sind und in erheblichem Bundesinteresse liegen. Im Anschluss an die Aussprache wurde der Gesetzentwurf in die Ausschüsse überwiesen.

## Audios
- Fördermittel für Demokratie-Initiativen: Geld ist da, aber Dauerförderung ist verboten. Claudia van Laak, Deutschlandfunk 14. November 2019, Audio-Version 8.09 Minuten (1/2 Jahr online)
- Modellprojekte gegen Antisemitismus vor dem Aus. 7 Minuten, Sendung „Schalom“, Deutschlandfunk 1. November 2019 (1/2 Jahr online)
- Kürzung von Bundesmitteln: Zivilgesellschaftliche Initiativen vor dem Aus. Claudia van Laak, Deutschlandfunk 7. Oktober 2019, Audio-Version 4.48 Minuten (1/2 Jahr online)

## Video
- Zivilgesellschaft im Osten auf dem Rückzug 10.47 Minuten, Monitor (Fernsehmagazin) 5. November 2019